# Süßwassergarnelen
Die Süßwassergarnelen (Atyidae) sind eine Familie der Zehnfußkrebse (Decapoda) mit garnelenartigem Habitus. Sie umfasst 469 Arten (Stand: 2011, seitdem wurden eine Reihe Arten neu beschrieben), die fast alle im Süßwasser leben. Die Familie umfasst außerdem eine Reihe von Gattungen, die an Brackwasser angepasst sind, diese leben zum Beispiel in Spritzwassertümpeln der Gezeitenzone oder in vom Meer getrennten, aber unter Meereswassereinfluss stehenden (sogenannten anchialinen) Höhlen. Eigentliche marine (im Meer lebende) Arten kommen aber nicht vor. Die Familie ist mit 433 süßwasserbewohnenden Arten die artenreichste Familie der im Süßwasser lebenden Garnelen. Es gibt allerdings weitere im Süßwasser lebende Garnelenfamilien, darunter die Familie Palaemonidae, vor allem mit der artenreichen Gattung der Großarmgarnelen Macrobrachium, mit etwa 300 Arten, vier kleine, artenarme Familien und fünf Vertreter der überwiegend marinen Alpheidae, so dass bei weitem nicht jede im Süßwasser lebende Garnele zur Familie der Süßwassergarnelen (Atidae) gehört. Der deutsche Name „Süßwassergarnelen“ sollte also mit Vorsicht verwendet werden.

## Merkmale
Es handelt sich um kleine bis mittelgroße Krebse, große Arten, etwa aus der Gattung Atya erreichen 12 Zentimeter Körperlänge. Die meisten Arten sind aber nur etwa einen bis zwei Zentimeter lang und oft durchsichtig oder durchscheinend. Ihr Carapax trägt vorn fast immer ein langes und gezähntes, unbewegliches Rostrum, bei einigen Gattungen ist es rudimentär oder rückgebildet. Die Mandibel trägt niemals einen Taster (Palpus). Die gestielten Komplexaugen können bei Arten, die in unterirdischen Gewässern leben, auch fehlen. Die ersten Antennen tragen immer zwei Geißeln, ohne Nebengeißeln. Von den fünf Paar Schreitbeinen (Peraeopoden) des Rumpfabschnitts tragen die ersten beiden eine Schere (Chela), die hinteren besitzen Klauen, die oft kammförmig eingeschnitten sind. Obwohl die Beinlänge meist nach hinten hin zunimmt, sind die letzten drei Beinpaare nie auffällig verlängert. Ihr Carpus ist regelmäßig deutlich kürzer als der Propodus. Die Gestalt der Scheren der ersten beiden Peraeopoden ist charakteristisch für die Familie. Diese sind relativ klein und untereinander in etwa gleich groß. An der Spitze beider Glieder tragen sie ein Borstenbüschel, das in Ruhelage an einen Malpinsel erinnert. Beim Öffnen der Schere werden die Borsten abgespreizt und bilden eine fächerförmige Struktur, mit der die Tiere Nahrung von der Oberfläche zusammenkehren oder aus dem Wasser filtrieren. Ein ähnlicher Pinsel kommt auch bei Xiphocaris, der einzigen Gattung der Familie Xiphocarididae, vor. Der Exopodit (der äußere Ast des Spaltbeins) der Peraeopoden ist bei vielen Gattungen ganz oder teilweise reduziert, oft besitzen nur noch die ersten zwei oder drei Beinpaare einen Exopoditen. Außerdem tragen die ersten drei Beinpaare meist einen streifenförmigen Epipoditen.
Der Lebenszyklus der Atyidae umfasst bei den meisten Arten einen von zwei Typen: Viele Arten besitzen große, dotterreiche Eier, aus denen gleich bodenlebende Jungtiere schlüpfen, diese Gruppe umfasst die meisten der Süßwasserarten. Eine zweite Gruppe besitzt sehr kleine Eier, aus denen planktonisch lebende Zoea-Larven ausschlüpfen. Bei diesen entwickeln sich die Larven oft im Brackwasser, auch wenn die adulten Krebse süßwasserlebend sind, ein besonderer Lebenszyklus, der als Amphidromie bezeichnet wird.

## Biologie und Ökologie
Arten der Familie Atyidae treten in einer Vielzahl unterschiedlicher Gewässer auf. Viele Arten leben in Stillgewässern wie Seen, andere sind an Fließgewässer adaptiert, darunter eine Reihe von Arten in schnell strömenden Gebirgsbächen, sogar aus Wasserfällen wird eine spezialisierte Art angegeben. Viele Arten sind Grundwassertiere im Karst oder angepasst an Höhlengewässer (stygobiont bzw. troglobiont), zum Beispiel die europäischen Gattungen Troglocaris und Gallocaris, die indonesische Marosina oder die australischen Stygiocaris und Pycnisia. Andere besitzen Populationen sowohl in Höhlen- wie auch in Oberflächengewässern (troglophile Arten).
Die meisten Süßwassergarnelen fressen Detritus, den sie mit den Fächern an ihren Scheren aus dem freien Wasser fangen oder vom Boden und von Wasserpflanzen auflesen. Der Biologe Geoffrey Fryer hat die Nahrungsaufnahme bei einer Reihe sympatrisch vorkommender karibischer Arten im Detail untersucht. Arten wie Atya innocous bewegen stehend oder, häufiger, langsam vorwärts schreitend alle vier Scheren vor sich über das Substrat. Wenn die Schere Bodenkontakt erlangt, wird sie geöffnet, wobei der Borstenfächer aufgeklappt wird. Sie wird dann über die Steinoberfläche gezogen, am Ende des Weges der Fächer wieder eingeklappt. Der Fächer besteht aus gröberen, zahnförmigen Borsten, die das Periphyton von der Oberfläche kratzen oder feinen Pflanzendetritus (vor allem zerkleinertes Falllaub) aufwirbeln, und feinen Filterborsten dahinter, die das Material auffangen. Die Scheren mit geschlossenem Fächer werden zum Mund geführt, wo die Mundwerkzeuge und Maxillipeden das Material aufnehmen. Daneben sind die Tiere in der Lage, passiv zu filtrieren, indem sie den Borstenfächer in die Wasserströmung halten und treibendes Material auffangen.

## Verbreitung
Die Familie ist weltweit verbreitet. Auffallend ist, dass auch isolierte, ozeanische Inseln vulkanischen Ursprungs (also ohne eine alte Verbindung zum Festland) wie Hawaii eigene Süßwasserarten besitzen. In einigen Fällen, so bei karibischen Arten konnte wahrscheinlich gemacht werden, dass Arten zwischen verschiedenen Inseln durch die amphidromen Zoea-Larven (bei diesen Arten steigen die Larven in Fließgewässern in die Mündung ab und leben im Brack- oder Seewasser, die Jungkrebse steigen wieder in Süßwasserhabitate auf) ausgetauscht werden können. Sie ist am artenreichsten in den Tropen, einige Arten dringen aber bis in kühl-gemäßigte Breiten vor. Ihr Mannigfaltigkeitszentrum liegt im tropischen Ostasien. Besonders artenreich sind die alten Seen der Insel Sulawesi, die Philippinen, Südchina. Weitere Zentren bilden die Insel Madagaskar und der Tanganjikasee in Afrika (mit den Gattungen Limnocaridina und Caridella). Europa ist artenarm besiedelt, die meisten europäischen Arten sind höhlenbewohnende (trogobionte) Arten, etwa der Gattung Troglocaris, in den Karstgebieten des Balkans.
In Deutschland kommt die Art Atyaephyra desmarestii vor. Sie ist im 19. Jahrhundert aus den Mittelmeerländern kommend zuerst im Stromgebiet des Rheins heimisch geworden und hat sich dann bis nach Ostdeutschland und Österreich verbreitet. Das drei Zentimeter lange, in stehenden, verkrauteten Gewässern lebende Tier ist wegen seiner Durchsichtigkeit bzw. Transparenz nur schwer zu sehen.

## Systematik und Evolution
Der Familie wird allgemein ein hohes geologisches Alter zugeschrieben. Sie stammt mindestens aus der Kreide (aus dieser liegen die ältesten fossilen Arten vor), möglicherweise aber bereits aus dem Erdaltertum. Schon die ältesten fossilen Funde stammen aus Süßwasser-Sedimenten. Ihre Schwestergruppe ist nach genetischen und morphologischen Daten die kleine Familie Xiphocarididae, die früher in die Atyidae einbezogen worden ist. Ihre Position innerhalb der Teilordnung Caridea ist ansonsten nicht gesichert. Die Phylogenie der Atyidae wurde im Jahr 2012 durch eine phylogenomische Studie untersucht. Demnach zerfällt die Familie in drei Kladen. Keine davon entspricht einer der Unterfamilien, die der niederländische Biologe Lipke Bijdeley Holthuis für die Familie vorgeschlagen hatte. Die Unterfamilien waren schon vorher bezweifelt worden, sie wurden im Artenkatalog von 2011 bereits nicht mehr verwendet. Die Familie wird daher aktuell nicht mehr in Unterfamilien gegliedert. Bei der Untersuchung erwies sich die nordamerikanische, in kalifornischen Gewässern lebende Gattung Syncaris als basalste Linie. Eine zweite Klade umfasst die frühere Unterfamilie Paratyinae zusammen mit einigen Gattungen aus anderen Unterfamilien, die dritte die Gattungen der früheren Unterfamilien Atyinae und die meisten Caridellinae, diese waren nicht gegeneinander abgrenzbar. Die artenreichste Gattung Caridina erwies sich als polyphyletisch, d. h. sie ist eine künstlich abgegrenzte Gruppierung. Demnach gibt es keine weltweit verbreiteten Gattungen mehr. Der Ursprung der Familie liegt vermutlich in Ostasien, der atlantische Raum wurde in drei unabhängigen Wellen kolonisiert, dabei entsprechen sich die Fauna östlich und westlich des Atlantiks.
In Europa kommen folgende Gattungen vor:
- Atyaephyra
- Dugastella eine Art (Dugastella valentina) mit isoliertem, inselfömigem Vorkommen in Valencia, Spanien (eine zweite Art in Marokko)
- Gallocaris monotypische Gattung, einzige Art Gallocaris inermis, in Höhlen und Karstgewässern Südfrankreichs
- Troglocaris in Höhlen- und Karstgewässern des Balkans. Artenzahl wegen zahlreicher Kryptospezies unklar.
- Typhlatya zwei Arten[9][10][11] im südwestlichen Mittelmeergebiet (Spanien und Frankreich)

weitere ausgewählte Gattungen:
- Antecaridina
- Atya (Riesenfächergarnelen) (z. B. Blaue Monsterfächergarnele (Atya gabonensis))
- Atyopsis (Fächergarnelen) (z. B. Molukken-Fächergarnele (Atyopsis moluccensis))
- Caridina
- Edoneus
- Halocaridina
- Haminaea
- Jolivetya
- Kalriana
- Neocaridina
- Paracaridina
- Paratya
- Pycnisia
- Syncaris

## Atyiden in der Aquaristik
In den letzten Jahren hat die Haltung von Garnelen in Süßwasser-Aquarien stark zugenommen. Dies ist zum Teil auf den japanischen Aquarianer und Fotografen Takashi Amano zurückzuführen, der mit seinen Büchern die Haltung von Garnelen aus der Gattung Caridina populär gemacht hat. Er pflegte insbesondere die Yamatonuma-Garnele (Caridina multidentata) zur Algenbekämpfung, die deshalb im Handel häufig als „Amano-“ oder „Algen-Garnele“ angeboten wird. Weitere Atyidae, die im Fachhandel erhältlich sind, gehören zur Gattung der Fächergarnelen (Atyopsis). Nicht zu den Atyidae gehören die Glasgarnelen (Macrobrachium). Sie leben zwar auch im Süßwasser, gehören aber zur Familie der Felsen- und Partnergarnelen (Palaemonidae).
Es sind mittlerweile zahlreiche Arten und Formen erhältlich. Gerade die Zwerggarnelen erfreuen sich dabei steigender Beliebtheit. Hier ein Auszug der bekannten Arten: Kristallrote Zwerggarnele, Tigergarnele, Blaue Tigergarnele, Yamatonuma-Garnele, Red Fire Garnele, Weißperlengarnele (White Pearl), Blue Pearl, Grüne Zwerggarnele.

## Gefährdung
Nach einer aktuellen globalen Abschätzung der Gefährdung aller im Süßwasser lebender Garnelenarten sind mehr als ein Drittel der Arten (37 Prozent) der Familie Atyidae vom Aussterben bedroht. Die Zahl der bedrohten Arten könnte sogar noch höher liegen, weil über viele Arten nur unzureichende Daten vorliegen (data deficient). Wichtigste Gefährdungsursache sind Gewässerverschmutzung und Bedrohung durch eingeschleppte invasive Arten, viele sind außerdem durch Eingriffe in die Hydrologie, zum Beispiel durch Staudammbau und durch Bergbau, bedroht. Sieben Arten sind bedroht durch exzessives Sammeln in Wildbeständen für den Aquarienhandel. Mindestens vier Arten sind höchstwahrscheinlich bereits ausgestorben, davon drei aus China und eine aus der Karibik.